# Madame X (romanzo)
Madame X (The Keepsake, nel Regno Unito pubblicato con il titolo Keeping the Dead) è un romanzo dell'autrice americana Tess Gerritsen. Si tratta del settimo libro della serie sulla detective Jane Rizzoli e sul medico legale Maura Isles. Pubblicato per la prima volta negli Stati Uniti nel 2008, è arrivato in Italia nel 2010, tradotto da Adria Tissoni.

## Trama
È un caldo giorno d'estate a Boston e la dottoressa Isles è invitata da un gruppo di archeologi ad assistere alla prima TAC di quella che viene ritenuta essere un'autentica mummia egizia, appena ritrovata nel magazzino del Crispin Museum di Boston. La stampa l'ha soprannominata Madame X. Mentre pian piano sullo schermo appare l'immagine scansionata della mummia, avviene un'agghiacciante scoperta. Nella gamba della donna imbalsamata è conficcato un proiettile. Dall'immagine, la dottoressa Isles è certa che debba trattarsi di un proiettile pre-mortem, dato che l'osso dà segni di aver ricominciato a saldarsi. Non sapendo cos'altro fare Maura consiglia di spostare la mummia presso la sua sala autopsie per ulteriori accertamenti. Chiama ad assistere anche la detective Jane Rizzoli e il suo collega Barry Frost.
Dall'autopsia si evince che la donna non è una mummia egizia, solo le bende che l'avvolgevano sono autentiche. Questa vittima è stata chiaramente uccisa recentemente e poi sottoposta al trattamento di inumazione degli antichi egizi. La bocca è stata cucita post-mortem e al suo interno è stata inserita una moneta che si può comprare a poco tra le bancarelle dei mercati in Egitto. Sul retro della moneta c'è un nome scritto in geroglifico: Medea. Questo fatto accorcia di molto il periodo in cui può essere avvenuto il delitto, oltre al proiettile, che è di un calibro moderno. Tutte le informazioni raccolte vengono messe nel database federale delle persone scomparse per poter trovare dei riscontri al fine di un'identificazione.
Jane e il collega iniziano subito a indagare, interrogando il gruppo di archeologi del museo in cui Madame X è stata ritrovata. I primi ad essere sentiti sono l'egittologa, Josephine Pulcillo e il curatore del museo Nicholas Robinson. Un'altra squadra di detective setaccia invece il disorganizzato magazzino del museo alla ricerca di eventuali altre vittime imbalsamate. Viene sentito anche il proprietario del museo, il signor Simon Crispin, un uomo anziano che ha dedicato tutta la sua vita all'archeologia.
All'improvviso i detective che stanno lavorando nel magazzino aprono per caso una porta segreta nella parete e nell'angusto spazio che si apre davanti ai loro occhi vedono delle inquietanti teste. Chiamati gli esperti del museo, nonché Rizzoli, Frost e la dottoressa Isles, si procede all'identificazione di quelle che a prima vista sembrano tre tsantsas Jivaro, ossia delle teste rimpicciolite. Nicholas Robinson e Josephine Pulcillo sono però concordi che una delle tre non è autentica perché la bocca le è stata cucita in modo non corrispondente al rituale Jivaro. All'interno della cavità della tsantsa rinvengono inoltre una pagina del quotidiano della cittadina di Indio di ventisei anni prima. Questo fatto spaventa molto Josephine Pulcillo che sa di essere nata a Indio, in California, proprio ventisei anni prima. Sua madre inoltre si chiamava Medea, perciò la ragazza teme che qualcuno le stia dando la caccia. Alcuni giorni dopo le sue paure si concretizzano quando nel bagagliaio della sua auto trova un altro corpo mummificato.
Vengono immediatamente chiamate le forze di polizia, capitanate da Jane Rizzoli e Barry Frost, così come la dottoressa Isles. Jane inizia a sospettare che Josephine nasconda qualcosa, ma riesce solo a rendere la ragazza più sospettosa, tanto che ella si dà alla fuga, raggiungendo in autobus la cittadina del New England in cui vive Gemma Hamerton, la migliore amica della madre.
Intanto Anthony Sansone, l'enigmatico professore incontrato per la prima volta nel precedente romanzo, fa una visita inaspettata a Maura Isles. Egli le consiglia di contattare un suo conoscente nei Paesi Bassi, il dottor Vandenbrink del Drents Museum di Assen. Questi viene rapidamente a Boston dai Paesi Bassi per una consulenza sul cadavere mummificato. Egli afferma che si tratta di una cosiddetta mummia di palude perché il processo di mummificazione avviene dentro una torbiera. Frost intanto si avvale di un altro esperto per comprendere meglio l'ambiente delle paludi. Nel corso dell'autopsia alla nuova vittima, la dottoressa Isles riceve un riscontro positivo sull'identità di Madame X. Si chiamava Lorraine Edgerton ed era scomparsa a Gallup nel New Mexico venticinque anni prima, mentre era impegnata in uno scavo archeologico nel Chaco Canyon.
Anche lo psicologo forense Lawrence Zucker viene interpellato e si tiene quindi una riunione alla sua presenza. Qui, il detective Frost spiega che l'unico tipo di palude in cui si possono creare corpi mummificati con le caratteristiche di quello ritrovato nell'auto di Josephine Pulcillo sono delle torbiere ombrogene. Questo fatto restringe le possibili paludi al New England e in particolare al Maine e al Vermont. Al termine della riunione, i detective vengono a sapere che Josephine Pulcillo è un nome falso, poiché la vera Josephine è morta, bambina, ventiquattro anni prima. Le impronte della ragazza, inoltre, solo legate ad un omicidio avvenuto a San Diego dodici anni prima.
Pochi giorni dopo, Jane Rizzoli e Barry Frost si recano fino in New Mexico per parlare con l'archeologo che era a capo degli scavi nel Chaco Canyon, Alan Quigley. Sulle prime non sembrano esserci ulteriori nuove informazioni rispetto a quelle che erano nel rapporto di polizia di allora, ma alla fine viene fatto il nome di un ragazzo che non era mai stato interrogato perché aveva lasciato il gruppo alcune settimane prima della scomparsa di Lorraine. Il suo nome è Bradley Rose, unico figlio del milionario texano Kimball Rose, che è un appassionato di archeologia. Per questo, sulla via del ritorno, i due detective passano dalla sua villa in Texas per parlargli. Kimball è un uomo scostante e arrogante che non vuole vedere il nome del figlio legato a questi fatti criminali ma, spronato dalla moglie, rivela comunque che Bradley, da adolescente, era stato internato per un periodo in una struttura specializzata in ragazzi difficili, situata nel Maine.
Al ritorno in Massachusetts i due detective scoprono che qualcuno ha tentato di uccidere la donna che loro conoscono come Josephine Pulcillo e che la persona da cui abitava, Gemma, è morta. Josephine è stata ferita ad una gamba da un colpo di arma da fuoco. Messa alle strette dai detective ella rivela la sua identità. Il suo vero nome è Nefertari Sommer, ma quello che ha portato più a lungo è stato Josephine. Sua madre si chiamava Medea Sommer e la ragazza sostiene che quell'omicidio a San Diego fosse legittima difesa in quanto la vittima, identificata come Jimmy Otto, si era introdotta nottetempo nella sua stanza e la madre era stata costretta a ucciderlo per difenderla. Non avevano chiamato la polizia perché la madre sosteneva di avere dei pendenti con la legge, per cui erano fuggite. I detective vengono a sapere che Medea, ventisei anni prima a Indio, in California, aveva denunciato sia Jimmy Otto sia Bradley Rose, ma poi aveva fatto cadere le accuse. Scoprono che ella era stata in Egitto nella stessa spedizione sovvenzionata da Kimball Rose in cui c'era anche il figlio, che Jimmy Otto era un criminale pericoloso già all'età di tredici anni e che lui e Bradley erano stati nello stesso istituto correttivo in Maine nel medesimo lasso di tempo.
Jane e gli altri detective della polizia di Boston cercano di tenere al sicuro la dottoressa Pulcillo, ma ella viene comunque rapita e il proprietario del museo, Simon Crispin, barbaramente ucciso. A quel punto inizia una corsa contro il tempo per trovare la ragazza prima che anche lei venga trasformata in una mummia. Tutti gli indizi li portano verso il Maine e a Bradley Rose, ma solo all'ultimo minuto Rizzoli e Frost riescono a mettere la parola fine a questa scia di delitti e morte che dura da più di un quarto di secolo.

## Edizioni Italiane
- Tess Gerritsen, Madame X, collana La gaja scienza, traduzione di Adria Tissoni, Milano, Longanesi & C., 2010,  p. 332, ISBN 978-88-304-2763-1.
- Tess Gerritsen, Madame X, collana Best thriller, traduzione di Adria Tissoni, Milano, SuperPocket, 2011,  p. 332, ISBN 978-88-462-1124-8.
- Tess Gerritsen, Madame X, collana TEAdue, traduzione di Adria Tissoni, Milano, TEA, 2012,  p. 332, ISBN 978-88-502-2745-7.